# 이광철
이광철(李光喆, 1956년 5월 2일 ~ )은 대한민국의 정치인이다. 제17대 국회의원을 지냈다. 본관은 서천(서림)이며, 전북 익산 출생이다. 1996년 5월에 구국전위 사건으로 구속되었으나 1997년 1월 헌법재판소가 국가기밀에 대해 좁게 해석한 새로운 결정을 내놓아 국가보안법 위반으로 징역3년6월이 선고된 원심이 파기되고 무죄가 선고되었다.

## 학력
- 1975년 군산고등학교 졸업
- 1986년 전북대학교 철학과 학사

## 경력
- 1979년 전북일보 기자
- 1980년 계엄포고령위반으로 구속 (11월 석방)
- 1982년 의식화교육 혐의로 보안사에 연행, 징역 3년 (~ 1984년)
- 1987년 민족통일민중운동연합 지역운동협의회 대표
- 1988년 한겨레신문 창간발기인, 편집국장
- 1994년 구국전위사건으로 수배, 구속 (1996년 5월)
- 1998년 전라일보 기자
- 2000년 전북민주시민사회단체협의회 상임대표
- 2000년 시민행동21
- 2002년 전북지방자치개혁연대 상임대표
- 2002년 개혁국민정당 전북추진위원회 실행위원장
- 2002년 개혁국민정당 집행위원
- 2003년 열린우리당 전라북도당 중앙위원
- 2004년 제17대 열린우리당 국회의원(전주 완산을)
- 2005년 참여정치실천연대 대표
- 2010년 민주통합당 최고위원
- 2010년 국민참여당 최고위원
- 2010년 국민참여당 전라북도당 위원장
- 2011년 국민참여당 전라북도당 위원장
- 2012년 통합진보당 최고위원
- 2012년 통합진보당 전라북도당 위원장

## 역대 선거 결과
|  | 69.21% |

|  | 32.25% |

|  | 17.23% |

## 같이 보기
- 전주시 완산구 을
- 전주시 완산구의 국회의원